# 比德·梅爾拉克
比德·梅爾拉克（英語：Peeta Mellark）是蘇珊·柯林斯小說《飢餓遊戲三部曲》的主要角色之一。他在小說首部《飢餓遊戲》登場，於第74屆飢餓遊戲時被選為第12區的男性貢品，他與凱妮絲·艾佛丁共同打破了只有一個勝利者的遊戲規則，此舉無意中促使施惠國人民起身反抗都城的統治。
喬許·哈契遜在改編自小說的《飢餓遊戲》系列電影中飾演比德·梅爾拉克。

## 角色生平

### 飢餓遊戲
比德是施惠國第12區麵包師梅爾拉克先生的兒子，年齡與凱妮絲大致相仿。雖然個性腼腆但有自信。11歲時，他故意將一塊麵包烤焦以施捨給凱妮絲，為此受到母親的責罵；凱妮絲一直以來都沒能鼓起勇氣去答謝他。
第74屆飢餓遊戲期間，比德與凱妮絲成為第12區的貢品，遠赴都城參與飢餓遊戲。比德在接受都城電視台訪問時稱自己已愛上了凱妮絲。在遊戲過程中，凱妮絲治癒了比德的腿傷；兩人最終存活下來，在凱妮絲的建議下，兩人打算服食毒漿果「夜鎖」一同自殺，這迫使遊戲設計師改變規則，讓兩人同時成為勝利者。

### 星火燎原
比德與凱妮絲不得不在公眾面前假裝他們是一對熱戀中的戀人，他們開始了「勝利者之旅」，走遍十二個行政區及都城。
第75屆飢餓遊戲適逢「大旬祭」，貢品將從往年勝利者中抽選，因此兩人又得再次前往都城參與飢餓遊戲。比德在接受都城電視台訪問時編造了他與凱妮絲已秘密結婚的謊言。在遊戲將結束時，凱妮絲與芬尼克等人被第13區的叛軍救走，比德卻落入都城之手。

### 自由幻夢
比德被都城拘禁，身體、情感和精神都嚴重受創，他的記憶被追蹤殺人蜂的毒液所扭曲，以致將凱妮絲當作是都城培養出的「變種」。雖然第13區的叛軍潛入都城將比德救出，但他的精神狀態仍十分不穩定，無法分清楚什麼是真還是假的。叛軍圍攻都城時，比德在柯茵總統的命令下被送到前線，隨著凱妮絲所在的小隊一起潛入都城。
比德逐漸重獲真實的記憶，在戰爭結束後，他離開都城返回第12區，並與凱妮絲結婚，多年後他們育有一子一女。

## 電影
獅門影業於2011年3月23日開始徵選在《飢餓遊戲》電影飾演比德·梅爾拉克的演員。根據《好萊塢報導》報導，喬許·哈契遜、亞歷山大·路德韋格、亨特·帕瑞施、盧卡斯·提爾與伊凡·彼得斯都參與了試鏡。2011年4月4日，獅門影業宣布定由哈契遜出演該角。

## 外部連結
- 網際網路電影資料庫上比德·梅爾拉克的資料（英文）